# الرومانسية في الأدب الإسباني
| أدب إسباني |
| --- |
| |
| أدب ألفونسو العاشر أدب العصور الوسطى الترجمات في العصر الذهبي الإسباني أدب عصر النهضة رواية فروسية رواية شطارية رواية بيزنطية ميغيل دي ثيربانتس أدب الباروك أدب عصر التنوير أدب الرومانسية أدب الواقعية أدب الحداثة الأولترايسمو جيل 98 جيل 1914 جيل 27 جيل الخمسينات رواية اجتماعية إسبانية ما بعد الحرب |
| انظر أيضًا |
| نقد أدبي • الانطباعية • رومانسية المدرسة الإبداعية • النقد أدب بورتوريكو • البوم الأمريكي اللاتيني البرناسي • واقعية أدبية • طبعانية الرومانسية الجديدة • العبثية في الأدب • باروكية • واقعية سحرية حداثة • كلاسيكية • سريالية • رمزية                                                                    |

الرومانسية في الأدب الإسباني (بالإسبانية: Literatura española del Romanticismo) هو تيار ثوري في جميع مجالات الفن، حيث يكسر القوالب التقليدية للتيار الكلاسيكي الجديد.ناشراً الخيال والقوى الغير العقلانية للروح.أصل مصطلح الرومانسية ليس واضحاً، فتطور هذا التيار يتغير تبعاً ((للبلد)).تؤكد الرومانسية بأن قوة المشاعر والعواطف والخيال الجامح هو المصدر الحقيقي والأصيل للتجارب الجمالية، مع التركيز على شتى العواطف الإنسانية مثل الخوف والرعب والهلع والألم. مما أسهمت في رفع شأن الفنون الشعبية والتقليدية إلى درجة اسمى، وجعلت منها فنونًا مرغوبة (كما في الموسيقى الارتجالية). كما أنها جعلت من الخيال الفردي سلطة ناقدة مما أسهم بالتحرر من أفكار المدارس الكلاسيكية والعقلانية المثالية والتي سعت لرفع شأن القرون الوسطى والإخلاص لها من خلال فرض قواعد وقيود على جميع أشكال الفنون لتوحي بأنها فنون قروسطية أصيلة في محاولة منها للهرب من النمو السكاني والزحف العمراني.

## المدرسة الرومانسية
ظهرت المدرسة الرومانسية الفنية في أواخر القرن الثامن عشر وأوائل القرن التاسع عشر، وفسرت إلى حد بعيد ذلك التطور الحضاري في ذلك الوقت، الذي ابتدأ مع تقدم العلم وتوسع المعرفة.
وتعتمد الرومانسية على العاطفة والخيال والإلهام أكثر من المنطق، وتميل هذه المدرسة الفنية إلى التعبير عن العواطف والأحاسيس والتصرفات التلقائية الحرة، كما اختار الفنان الرومانسي موضوعات غريبة غير مألوفة في الفن، مثل المناظر الشرقية، وكذلك اشتهرت في المدرسة الرومانسية المناظر الطبيعية المؤثرة المليئة بالأحاسيس والعواطف، مما أدى إلى اكتشاف قدرة جديدة لحركات الفرشاة المندمجة في الألوان النابضة بالحياة، وإثارة العواطف القومية والوطنية والمبالغة في تصوير المشاهد الدرامية.
ويؤمن فنان الرومانسية بأن الحقيقة والجمال في العقل وليس في العين، لم تهتم المدرسة الرومانسية الفنية بالحياة المألوفة اليومية، بل سعت وراء عوالم بعيدة من الماضي، ووجهت أضواءها على ظلام القرون الوسطى، ونفذت إلى ما وراء أسرار الشرق حيث الخيال والسحر والغموض، حيث تأثر الفنانون الرومانسيون بأساطير ألف ليلة وليلة.
وكان من أهم وأشهر فناني الرومانسية كل من (يوجيه دي لاكرواه) و (جاريكو) فقد صور لاكوروا العديد من اللوحات الفنية، ومن أشهرها لوحة الحرية تقود الشعب، وفي هذه اللوحة عبر الفنان عن الثورة العارمة التي التي ملأت نفوس الشعب الكادح، وصور فيها فرنسا على شكل امرأة ترفع علما ومعها الشعب الفرنسي في حالة أندفاع مثير وبيدها اليسرى بندقة، وعلى يسارها طفل يحمل مسدسين، وكأنه يقول لنا أن الغضب يجتاح نفوس عامة الشعب، ومن أعماله أيضا خيول خارجة من البحر.
اما الفنان (جريكو) فقد صور الكثير من الموضوعات الفنية، من بينها لوحة كانت سببا في تعريفه بالجمهور، وهي لوحة غرق الميدوزا، وهي حادثة تعرضت لها سفينة بعرض البحر وتحطمت هذه السفينة ولم يبق منها سوى بعض العوارض الخشبية التي تشبث بها بعض من بقوا أحياء للنجاة، ففي هذه اللوحة صور الفنان صارع الإنسان مع الطبيعة.

### اتجاهات الرومانسية
نجد أن الرومانسية في إسبانيا كانت معقدة، مع العديد من التناقضات الكبيرة والتي تتراوح ما بيتن التمرد والأفكار الثورية تي العودة إلى التقليد الكاثوليكي الملكي. وفيما يتعلق بالحرية السياسية فلقد فهم بعضهم أن هذا التيار مجرد استعادة للقيم الأيدولوجية والوطنية والدينية، والذين كانوا يرغبون في حذف عقلانيون القرن الثامن عشر.وبالتالي فهم يمجدون المسيحية والعرش والوطن.

### الاهتمام بوصف التقاليد البلدية في الأدب

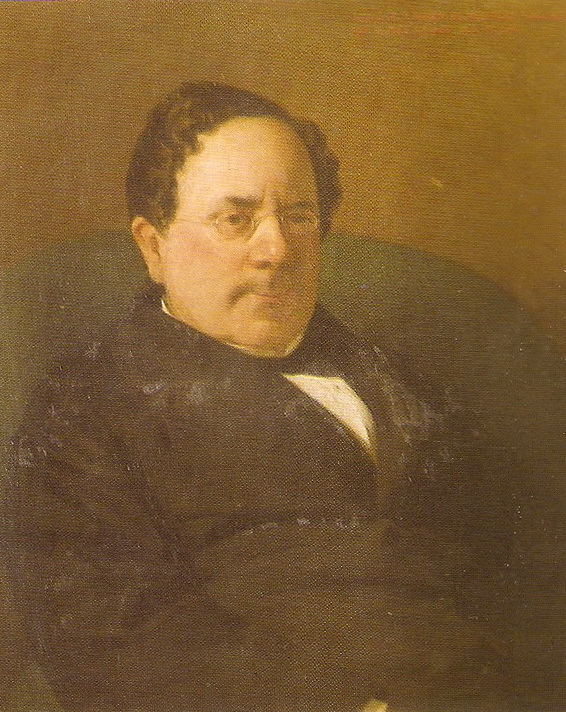
ميسونيرو رومانس

لقد أولى هذا الأدب اهتماماً كبيراً للعادات المعاصرة، وخاصةً من وجهة نظر الجماهير، فهو يعبر عنها من خلال لغة خالصة ونقية.ومن أهم أدباء هذا النوع هو ميسونيرو رومانس ، حيث أنه في موضع هامشي من الرومانسية وله موقف ساخر منها.وهذا النوع ساهم في تراجع حركة الرومانسية وبداية حركة الواقعية عندما أصبح منهج وصفي.

### الإطار التاريخي
استحوذت حركة الرومانسية على النصف الأول من القرن التاسع عشر، وهذه الفترة تشهد توترات سياسية قوية.نجد أن المحافظين يدافعون عن امتيازاتهم أما الليبراليين والتقدميين يناضلون بسبب قمعهم.تواجه الفكر الكاثوليكي التقليدي مع الأفكار الجديدة للمفكرين وأتباع المفكر الألماني كارل فريدريش كريستيان كراوس.أطلقت الطبقة العاملة حركات احتجاجية بخصائص فوضوية واشتراكية، فضلاً عن الإضرابات والهجمات.بينما في أوروبا تطورت الصناعة والثقافة، في حين ان إسبانيا كانت تتباعد بشكل متزايد عن أوروبا.

### خصائص حركة الرومانسية

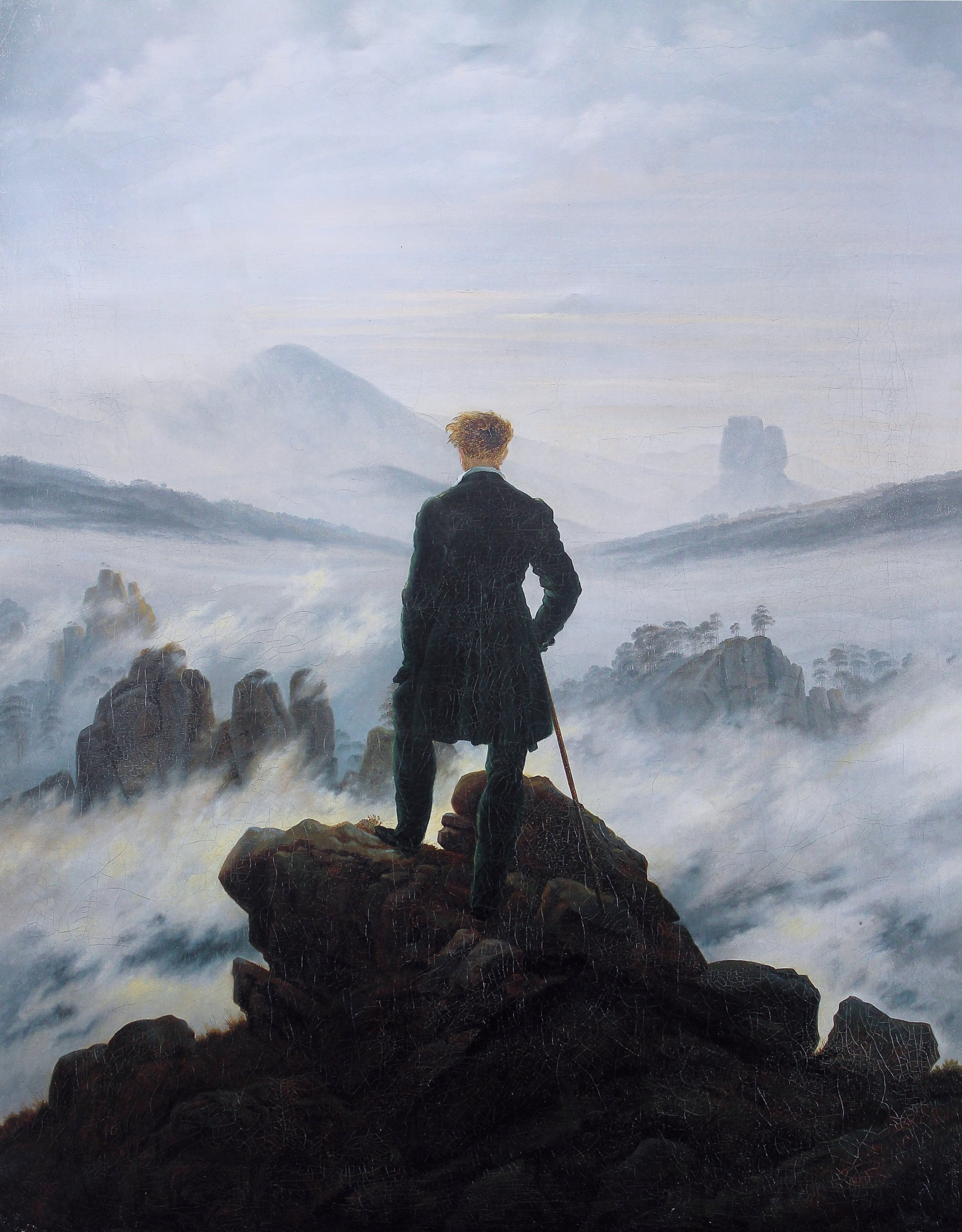

- رفض الكلاسيكية الجديدة: يجمع كُتاب الرومانسية بين الأنواع والأبيات بمختلف التدابير، كماأن في بعض الأحيان يخلطون بين الشعر والنثر.وفي المسرح أهملوا قاعدة الوحدات الثلاثة (المكان، الزمان، الحدث)، كما يعملون علي تناوب الهزلية مع الدراما.
- الذاتية: يعبر الكاتب عن مشاعره الخاصة كالحب مثلاً.ويُظهر لنا الطبيعة كئيبة وغامضة ومظلمة علي عكس الكلاسيكية الجديدة التي تُظهر لنا بالكاد المناظر الطبيعية.
- الانجذاب لما هو غامض ومظلم: يضع الرومانسيين مشاعرهم في أماكن غامضة وكئيبة كالأطلال والغابات والمقابر.
- الانجذاب لما هو خارق للطبيعة: والذي يبعدهم عن المنطق كالمعجزات والسحر وما هو شيطاني.
- الهروب من العالم المحيط بهم: رفض للمجتمع البرجوازي الذي يعيشون فيه، فالرومانسيين يفضلون العودة إلى العصور الوسطي وإلى عصر النهضة.

### الشواهد الأولى
دخلت حركة الرومانسية إسبانيا عن طريق مدينة كاتالونيا ومدينة الأندلس.
- مدينة الأندلس: لقد نشر القنصل البروسي خوان نيكولاس دي فابر في قادس، والد الروائي فرنان كباييرو بين عامي 1818 و 1819 في دياريو ميركانتيل جاديتانو مجموعة من المقالات التي تدافع عن المسرح الإسباني في العصر الذهبي، والذي هوجم بشدة من قِبَل الكلاسيكية الجديدة.
- مدينة كاتالونيا: نُشرت مجلة الأوروبيو في كاتالونيا بين عامي 1823 و 1824 من قبل اثنين من المحررين الإيطاليين وا نجليزي وشباب كاتلانيين بونابيتورا كارليس اريباو ورامون لوبيث سولير.

### شعرالرومانسية الإسباني

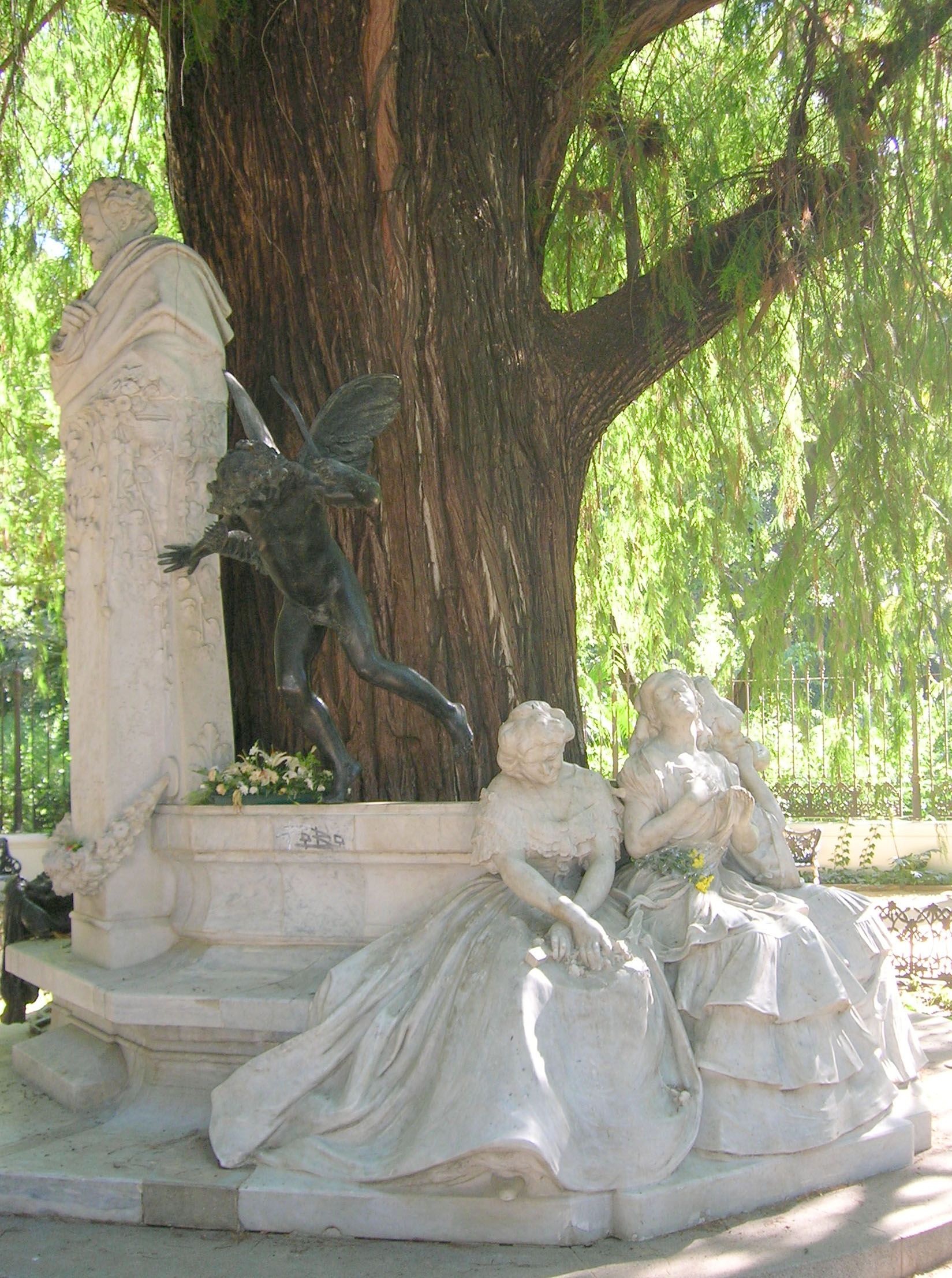
تمثال للشاعر الرومانسي جوستافو ادولفو بيكر

يجمع شعراء الرومانسية في قصائدهم كل ما يشعرون به أو يفكرون فيه.و كجزء من النقد الأدبي نجد أن هناك غنائية بقوة كبيرة في شعرهم، مع وجود أبيات مبتذلة وركيكة.هناك موضوعات رومانسية غنائية كثيرة على سبيل المثال:
- الأنا: الشعور الداخلي.ترك الشاعر الإسباني اسبرونسيدا في قصيدته أغنية لتريزا اعتراف مفجع للحب وخيبة الأمل.
- الحب العاطفي.
- موضوعات مستوحاة منموضوعات تاريخية وأسطورية.
- الدين: عالرغم من أنها في كثير من الأحيان من خلال التمرد علي الرحمة، وحتي تمجيد الشيطان.
- المطالب الاجتماعية: إعادة تقييم الطبقات المهمشة كالمتسولين.
- الطبيعة: وتظهر بجميع اشكالها واختلافاتها، كالأماكن الغامضة على سبيل المثال: المقابر والعواصف والبحار المضطربة.

الهجاء: ويرتبط في كثير من الأحيان بالأحداث السياسية والأدبية.

#### خوسيه دي إسبرونثيدا

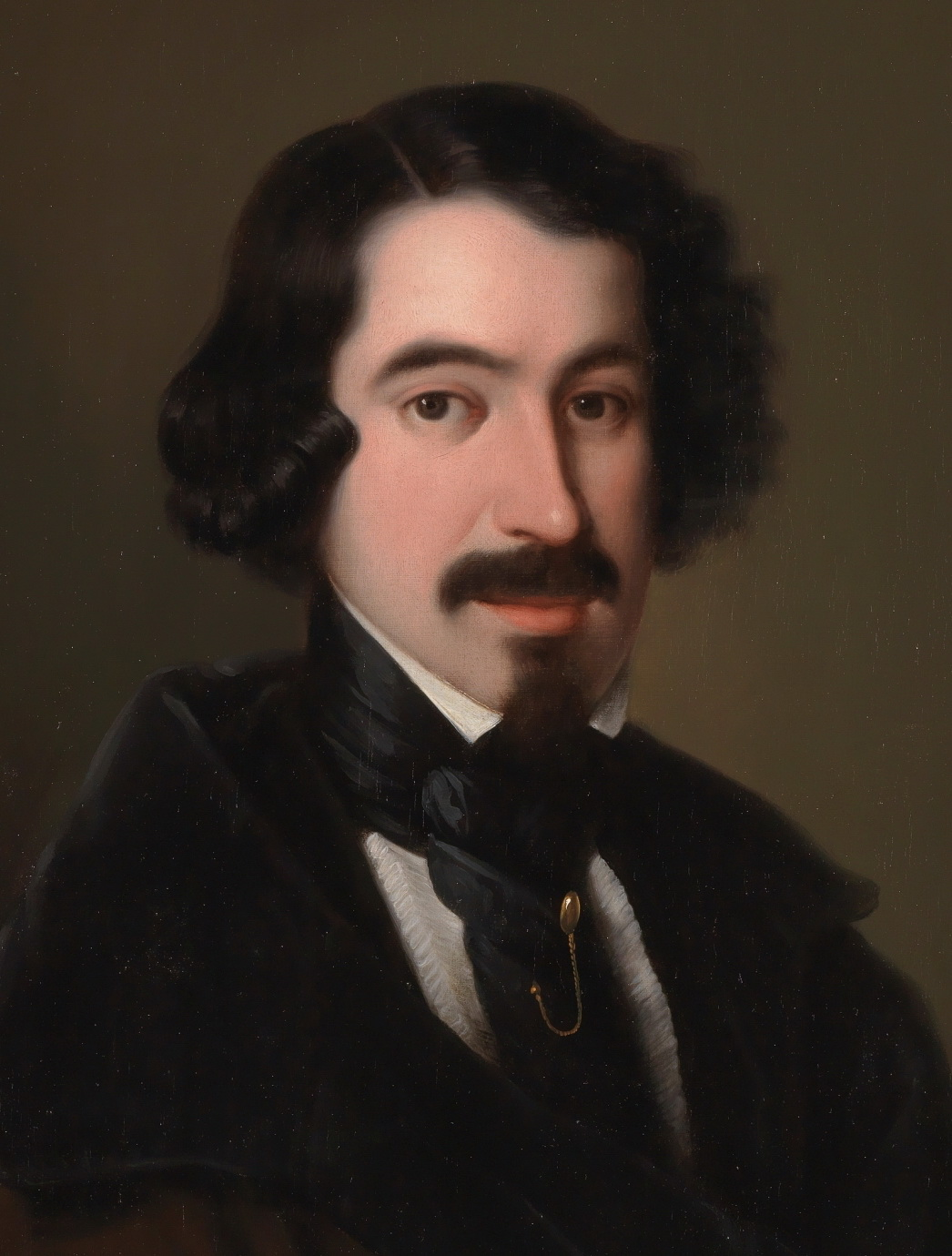
خوسيه دي اسبرونسيدا

ولد في عام 1808 ، في بلدية ألمندراليخو وهي إحدى بلديات مقاطعة بطليوس.أسس جمعية سرية من النومانسيين ، وهدفها الإطاحة بالحكم المطلق، ولقد تم حبسه بسببها.و هرب إلى لشبونة في سن الثامنة عشر، وهناك انضم مع المنفيين الليبراليين.وهناك التقي بتريزا مانشا حيث عاش معها في لندن.وبعد هذا النشاط السياسي المضطرب عاد إلى إسبانيا عام 1833.حياته كانت مبعثرة ومليئة بالمغامرات، لذا ترك حبيبته تريزا مانشا عام 1838.وعندما أوشك علي الزواج من حبيبة أخرى، تُوفي في مدريد عام 1842.
من أبيات من قصيدته:
| الرومانسية في الأدب الإسباني | المعارك والعواصف و العلاقات الغرامية عن طريق البحر والبر ، الحوادث ، وأوصاف الحقول والمدن التحديات والكوارث وغضب المشاعر المتعة والسعادةوالمهارات و الهذيان مع بعض التأملات الأخلاقية حول الحياة والموت من بلدي ، والتي هي موطن قوتي. | الرومانسية في الأدب الإسباني |

##### أهم أعماله
كتب خوسيه دي اسبرونسيدا في أنواع أدبية عديدة وعلى سبيل المثال:
- الرواية التاريخية:مع سانشو سالدانيا أو الكاستيانو دي كوييار عام 1834.
- نشر قصائد بعد عودته من المنفي عام 1840: وهي عبارة عن مجموعة قصائدتملك خصائص غير متوازنة، حيث تجمع قصائد للشباب بنفحات الكلاسيكية الجديدة جنباً إلى جنب مع الرومانسية الأكثر تعالياً.
- قصائد تتحث عن الشخصيات المهمشة: الشحاذ ، الجلاد ، المتسول .

أشهر أعماله:
- طالب من سالامانكا (1840): وهي عبارة عن مقطوعة شعرية مكونة من 2000 بيت علي مختلف الأوزان.وتحكي جرائم فيليكس دي مونتي مار، الذي كان يحب السيدة الفيرا وعندما تركها، ماتت من الحب.وفي ذات ليلة كان يتأمل مدفنها وفي قصر الموتي تزوج من جثتها ومات هو أيضاً.

العالم الشيطاني: هذا العمل مازال غير مكتملاً، ويضم 8100 بيت شعري متعدد الأوزان، ويبدو كما لو أنه ملحمة من حياة الإنسان.تحتل الأغنية الثانية وهي (أغنية لتريزا) جزءاً كبيراً من القصيدة، ففيها يتذكر حبه لتريزا ويبكي بسبب موتها.

#### كارولينا كورونادو

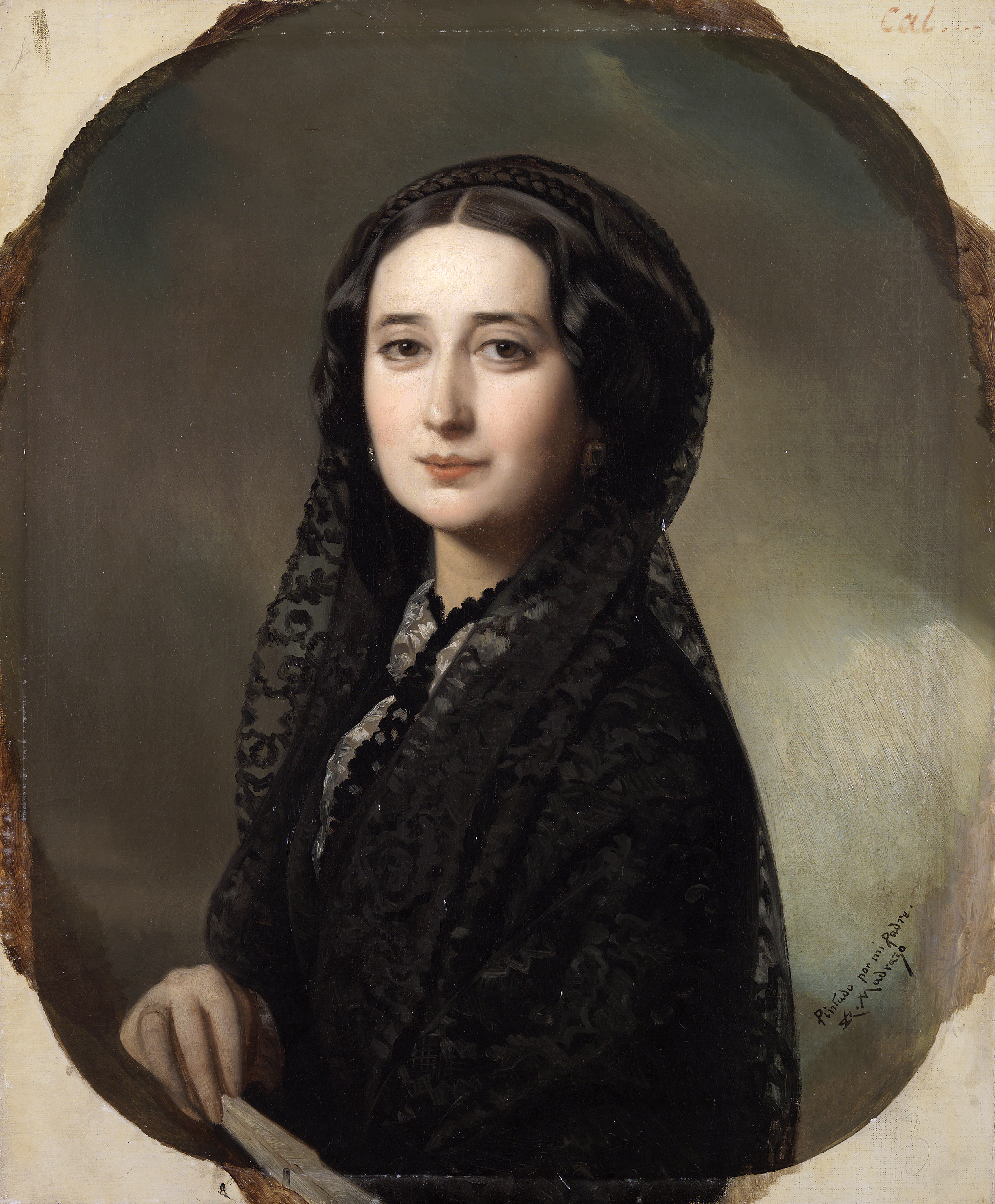
كارولينا كورونادو

وُلدت في بلدية ألمندراليخو عام 1823 ، وتوفيت في لشبونة عام 1911
.أمضت معظم طفولتها في الريف في اكسترامادورا، وظهرت كشاعرة في سن الشباب.تزوجت من دبلوماسي أمريكي، وعاشت في بلدان أجنبية عديدة.المشاكل الأسرية جعلتها تبحث عن الوحدة والانعزال في لشبونة حيث ماتت عام 1911.و أشهر أعمالها هو قصائد عام 1852.

### النثر الرومانسي
خلال عصر الرومانسية كان هناك رغبة كبيرة في الخيال الأدبي، للرواية مثلاً، متصلاً بالمغامرات والغموض، ومع ذلك فالإنتاج الإسباني في الرواية محدود لذا فكان هناك ترجمة للروايات الأجنبية.وانتشرت آلاف الترجمات في إسبانيا قبل عام 1850 والتي تنتمي لهؤلاء الكُتٌاب كألكسندر دوماس والفيكونت دوشاتوبريان ووالتر سكوت وفيكتور هوجو، الخ.ويقتصر النثر الإسباني اساساً على الرواية والنثر العلمي أو الأكاديمي وكتابة المقالات في الصحف ووصف التقاليد البلدية في الأدب.في الربع الأول من القرن التاسع عشر برزت أربع أنواع من الرواية: الرواية الأخلاقية والتربوية، الرواية العاطفية، رواية الرعب، والرواية المناهضة للإكليروس.ومن النوع الأكثر رومانسية هي الرواية المناهضة للإكليروس، ومع ذلك سينعكس التأثير الرومانسي في المقام الأول علي الرواية التاريخية.

#### الرواية التاريخية
تطورت الرواية التاريخية تقليداً لوالتر سكوت (الذي ترجم ثمانين عمل)، وتعد روايته افانهوي أشهر رواية له.تقَلٌد اتجاهين هم:
- الاتجاه الليبرالي: وداخل هذا الاتجاه يوجد التيار المناهض للإكليروس والتيار الشعبي.
- الاتجاه المعتدل: ويصب هذا الاتجاه في روايات تمجيد الكاثوليكية والتقليدية.

##### أشهر الكُتٌاب

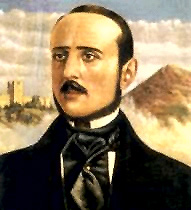
انريكي جيل أي كارراسكو

- انريكي جيل أي كارراسكو: وُلد في مقاطعة ليون عام 1815 ، وتُوفي في مدينة برلين عام 1846.كان يعمل محامياً ودبلوماسي، وصاحب كتاب الرب بيمبيبري ، وتعتبر أشهر رواية تاريخية إسبانية متأثرة برواية الكاتب والتر سكوت.
- أنطونيو ترويبا: وُلد عام 1821 وتُوفي عام 1889 ، كَتب سلسلة من الأساطير والقصص، وخاصةً التي تحتوي علي مشاهد من قشتالة واقليم الباسك، واشتهر بروايته التاريخية الحمامة والصقور (1865).
- فرانسيسكو نافاروا: وُلد عام 1815 وتُوفي عام 1895، كتَبَ سلسلة من الروايات التاريخية عندما بدأت الرومانسية تتدهور وبدأت ذروة الواقعية.تعتبر رواياته مستوحاة من تقاليد اقليم الباسك المنصوص عليها في العصور الوسطى.وأعماله الأكثر شهرة هي أمايا ورواية الباسك والقوط وتحكي هذه الرواية عن تحالف الباسك مع القوط لمحاربة الغزو الإسلامي.

#### النثر العلمي
وُلدت معظم هذه الأعمال من المناقشات التي جرت في الجمعية التي قادت دستور قادس.

##### أهم الكُتٌاب
- خوان دونوسو كورتيس: يتبع التيار الليبرالي، وأشهر أعماله هم المقال فوق الكاثوليكية وعمل آخر هو الليبرالية والاشتراكية الذي تم نشره عام 1851 .أسلوبه له نبرة درامية ويثير مناقشات حامية.
- خايمي بالميس اوربيا: علي الرغم من أنه يتبع التيار المحافظ والكاثوليكي، الا اننا نجد في أعماله البروتستانتية مقارنة مع الكاثوليكية في علاقاتهم مع الحضارة الأوروبية (1842) والفرقان (1845).

#### أدب وصف التقاليد
خلال السنوات 1820 و 1870 تطور في إسبانيا الأدب الشعبي، والذي تجلٌي في صورة أدب وصف التقاليد، وهو عبارة عن مقالة نثرية ليست بطويلة.و يعمل هذا الأدب على وصف طرق المعيشة والعادات الشعبية أو الصورة النمطية للأشخاص.وفي كثير من الأحيان نجد فيها جانب من السخرية كمقالات الكاتب لارا. نُشرت آلاف المقالات والتي حدٌت من تطور الرواية في إسبانيا لأن في هذا النوع يُهيمن السرد والشخصيات الفردية، في حين أن أدب وصف التقاليد يصف شخصيات عامة كمصارع الثيران وناقل المياه.كُتبت مقالات كبيرة كمقالة الأسبان مرسومين بأنفسهم (مدريد، اجناسيو بويكس، عام1844،1843 عبارة عن مجلدان)وأُعيد طبعه عام 1851 في مجلد واحد فقط.

##### أهم الكُتٌاب
- رامون دي ميسونيرو رومانوس: وُلد في مدريد عام 1803 وتُوفي عام 1882، كان برجوازياً، ينتمي إلى الأكاديمية الإسبانية.كان فكره مناهض للرومانسية وكان مراقب عظبم للحياة من حوله.واشتهر تحت اسم المتكلم الفضولي.إنتاجه الأدبي يكمن في أدب وصف التقاليد، ومع ذلك كتب أيضاً في الرومانسية ككتابه ذكريات سبعوني، حيث نجد فيه إشارة إلى الأشخاص والأحداث ما بين 1808 و 1850.
- سيرافين كالديرون: وُلد في ملقة عام 1799 وتُوفي في مدريد عام 1867.يعتبر من التيار المحافظ، كان في شبابه ليبرالياً.نشر قصائد عديدة ورواية تاريخية واحدة هي المسيحيين والموريسكيين.ويعتبر مشاهد أندلسية 1848 أشهر أعماله.ومن أعماله التي تتبع أدب وصف التقاليد رقصة في تريانا و فلاسفة الحانة .

#### الصحافة
طوال القرن التاسع عشر كان دور الصحافة حاسماً، مجلة الأوروبي التي تصدر في برشلونة كانت تنشر مقالات عن اتجاه الرومانسية، ومن خلال ذلك عرفت إسبانيا أسماء شهيرة كوالتر سكوت وفريدريش شيلر وجورج غوردون بايرون.ولكن كانت أيضاً الصحافة سلاحاً في الصراع السياسي.في هذا المعني علينا ان نؤكد على السياسة-الساخرة للثلاثية الليبرالية (جلد البقر والقفاز)، ليس فقط القضايا الاجتماعية فحسب بل اسكتشات من أدب وصف التقاليد حيث أنها سوابق واضحة من إنتاج الكاتب لارا.بعد وفاة فرناندو السابع ملك إسبانيا عام 1833، نتجت تغييرات كبيرة في الصحافة.حيث عاد المغتربين عام 1823 وجنباً إلى جنب مع الجيل الجديد (اسبرونسيدا ولارا)حددوا معالم هذه الفترة، حيث تعلموا خلال سنوات المنفي من المطابع الفرنسية والإنجليزية المتقدمة.

##### ماريانو خوسيه دي لارا

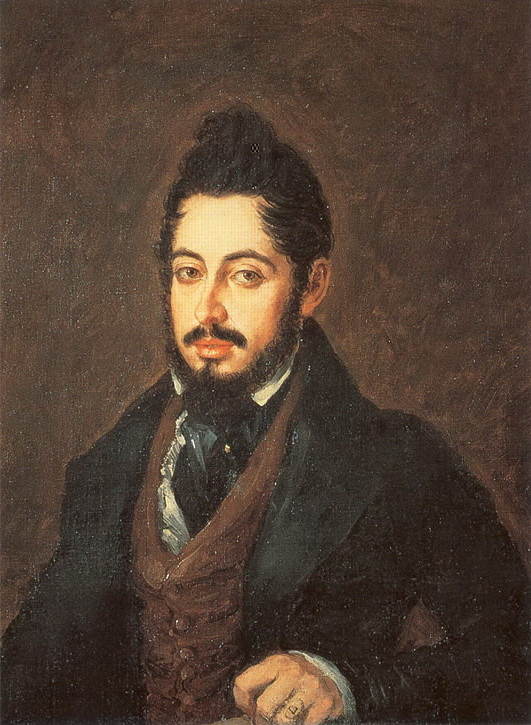
لارا

وُلد لارا في مدريد عام 1809 وتُوفي عام 1837 ، هو ابن لرجل ليبرالي كان منفياً.سرعان ما اكتسب شهرته ككاتب مقالات، وكانت شخصيته مرحة ولطيفة.و على الرغم من نجاحه في عمله، انتحر لارا في الخامسة والعشرين من عمره بطلق ناري في الرأس من أجل امرأة.اشتهر لارا كصحفي ولكنه كتب في أنواع أدبية أخرى كالشعر تحت الكلاسيكية الجديدة وشعر فيه سخرية فمثلا عمله (تهكم ضد رزائل البلاط الملكي)، وكتب أيضاً في المسرح، وروايته التاريخية مع شباب انريكي المتألم.

###### مقالات لارا الصحفية
كتب لارا أكثر من مائتي مقالة تحت أسماء مستعارة المتكلم الغلبان وفيجارو.وتنقسم مقالاته لثلاثة أنواع:
- مقالات في أدب وصف التقاليد: سخر لارا من الحياة الإسبانية، وكان يشعر بحزن كبير على بلاده.ومن أعماله (ارجع حضرتك غداً)و فيه يسخر من المكاتب الحكومية، و مصارعة الثيران و القشتالي الفظ .
- مقالات أدبية: تعليمه الفرنسي فصله تماما عن الذوق الكلاسيكي الجديد، وانعكس ذلك في مقالاته الأدبية حيث انتقد الأعمال الرومانسية في ذلك الوقت.
- مقالات سياسية: تعكس تعليمه الليبرالي، مع مقالات معادية للحكم المطلق والمتسلط، كما تعكس هذه المقالات أيضاً حسه الثوري.

### المسرح الرومانسي

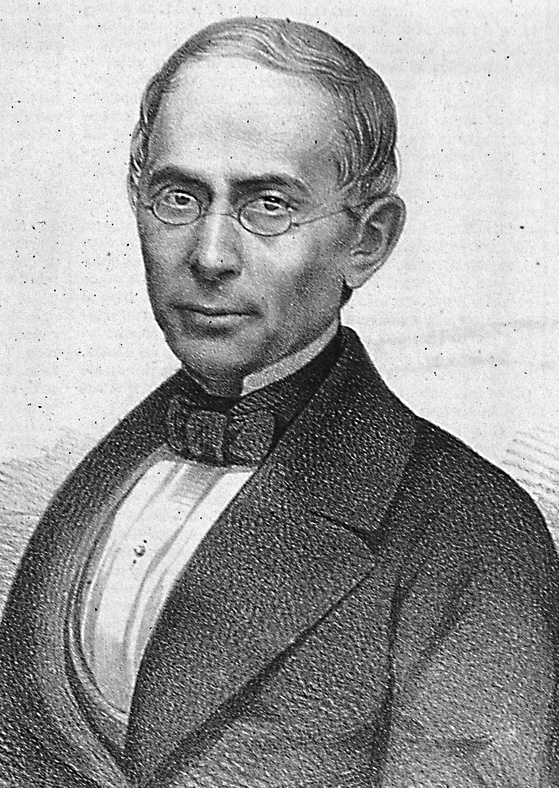
خوان اوخينيو ارتسينبوتش

فشل المسرح الكلاسيكي الجديد في أن يتخلل الأذواق الإسبانية.وفي بدايات القرن التاسع عشر لازالوا يمجدون الأعمال المسرحية للعصر الذهبي.اختلفت الأعمال الرومانسية عن أعمال الكلاسيكية الجديدة، حيث أنها لا تخضع للوحدات الثلاثة وهي الزمان والمكان والحدث وأيضاً مزج الدراما مع الكوميديا.ازدهر المسرح الإسباني من خلال الأعمال المسرحية مؤامرة فينسيا لفرانسيسكو مارتينز دي لا روزا، و الشاعر المتجول لأنطونيو غارسيا غوتييرز، و عشاق من مدينة ترويل لخوان اوخينيو ارتسينبوتش، ولكن يعتبر مفتاح المسرح الرومانسي هو عام 1835 عندما ظهر هذا العمل السيد ألبارو أو قوة القدر للكاتب المسرحي دوكي دي ريباس.تحتوي جميع الأعمال علي عناصر شعرية ودرامية ورومانسية.تسود الحرية في المسرح في الجوانب الأتية:
- هيكل العمل الدرامي: قاعدة الوحدات الثلاثة (الزمان والمكان والحدث) التي فُرضت في عصر التنوير اختفت، الأعمال الدرامية على سبيل المثال، عادةً ما يكون هناك خمسة فصول مكتوبة بالشعر أو النثر أو مزيج بين الشعر والنثر مع أوزان متعددة.ونجد أن في الأعمال الرومانسية تدخل الكاتب واضح جداً.كما نجد أيضاً عودة قوية للمونولوج كأفضل وسيلة للتعبير عن الصراعات الداخلية للشخصيات.
- السيناريوهات: العمل يستخدم أماكن كثيرة في الحدث الدرامي.كما يعمل الكاتب على اسناد أعماله على أماكن رومانسية نموذجية كالمقابر والأطلال والسجون، الخ.وتتفق الطبيعة مع مشاعر الشخصيات.
- الموضوعات: يفضل المسرح الرومانسي الموضوعات الأسطورية والمغامرات وموضوعات الفرسان وفقاً لمعايير الحب والحرية.تكثُر المشاهد الليلية ومشاهد الانتحار والشخصيات الغامضة، وتتكشف الأحداث بمعدلات هائلة.

الشخصيات: تزداد عدد الشخصيات في العمل.البطل تكون شخصيته غالباً غامضة وشجاعة، والبطلة بريئة ومخلصة مع عاطفة جيٌاشة.ولكن كلاهما يلاحقهم مصير مأساوي حيث الموت هو الحرية بالنسبة لهم.

#### أنخيل دي سابيدرا (دوق ريباس)

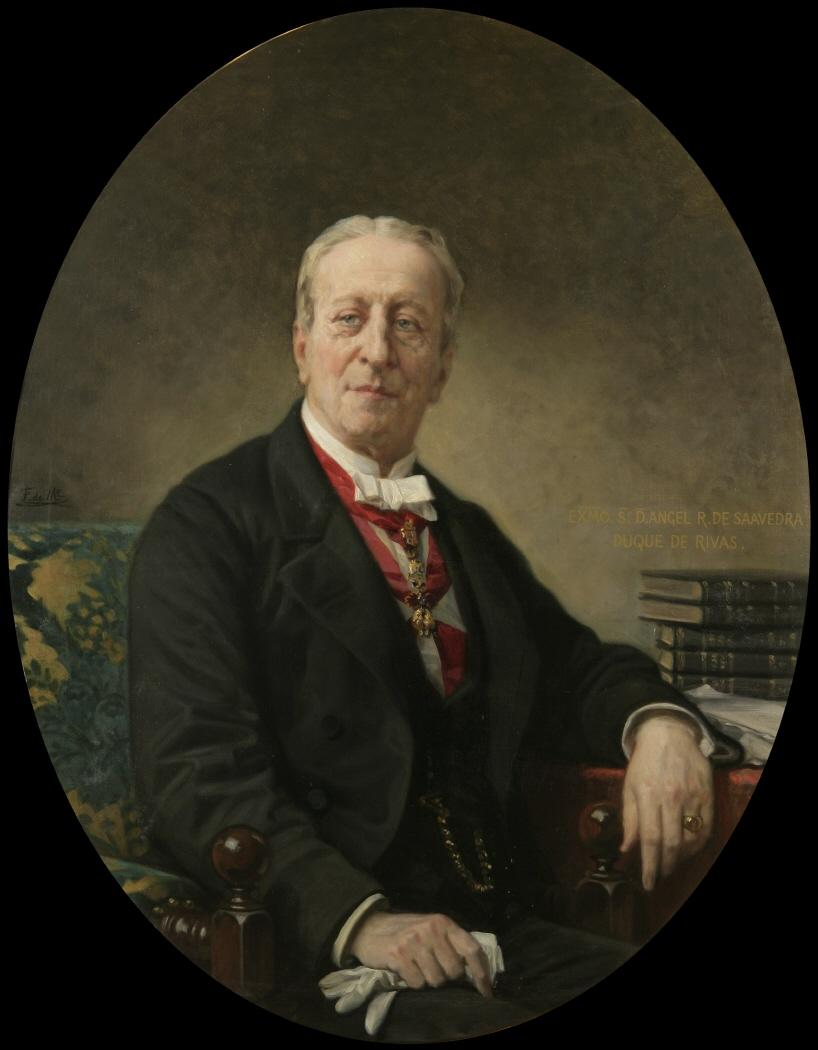
دوكي دي ريباس

وُلد في قرطبة عام 1791 ، وتُوفي في مدريد عام1865.حارب ضد الغزو الفرنسي، كما شغل منصب سياسي مما قاده للحكم عليه بالإعدام ولكنه استطاع أن يهرب.و في مالطة التقى بناقد إنجليزي والذي جعله يقيم المسرح الكلاسيكي
ثم اتجهوا إلى الرومانسية.خلال فترة المنفى عاش في فرنسا، وعاد إلى إسبانيا بعد عشرات السنين حيث عاد عام 1834.أُعتبر دوكي دي ريباس من أصحاب التيار الكلاسيكي الجديد ومن الليبراليين عندما غادر إسبانيا، ولكنه عندما عاد أصبح رومانسي محافظ.لقد شغل دوكي دي ريباس مناصب عامة هامة كمعظم كُتٌاب عصره، بدأ يعتمد علي الكلاسيكية الجمالية الجديدة في الغناء (أشعار عام 1874)، وفي الدراما (لانوزا 1822).يتجلٌي تقدمه في الرومانسية من خلال أشعاره كعمله النفي.وتستند شهرة دوكي دي ريباس إلى عمله الأساطير ، ولكن أيضاً بالأخص في عمله دون ألبارو أو قوة القدروهو عبارة عن مسرحية جسدتها الشخصيات على مسرح الأمير عام 1835 وهو المسرح الإسباني الحالي ويوجد في مدريد.كما أن هذا العمل يُعد أول عمل مسرحي رومانسي إسباني يجمع العديد من التجديدات.

#### خوسيه ثورييا

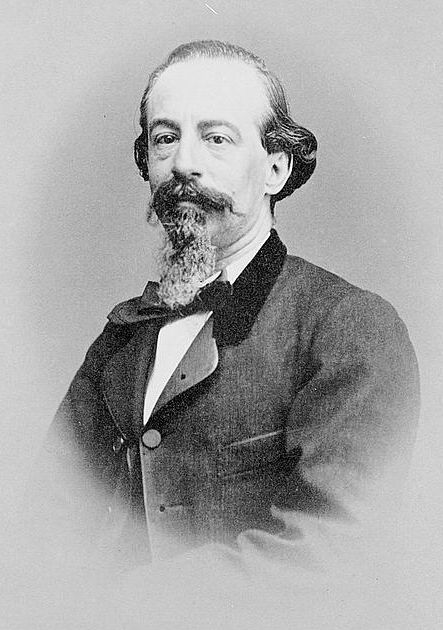
خوسيه ثورييٌا

وُلد في مدينة بلد الوليد عام 1817 ، وتوفي في مدريد عام 1893.بدأ حياته الأدبية من خلال قراءة أبيات شعرية في جنازة الكاتب لارا، وبها نال شهرة كبيرة.تزوج من أرملة أكبر منه بستة عشر عاماً، وفشل هذا الزواج وهرب منها وذهب إلى فرنسا، ثم إلى المكسيك عام 1855 ، حيث عينه الإمبراطور ماكسيميليان مديراً للمسرح الوطني.عاد متحمساً إلى إسبانيا عام 1866 ، تزوج مرة ثانية.وبسبب المتاعب المادبية كان ليس لديه خيار سوى بيع أعماله كدون خوان تينوريو.منحت المحاكم له معاشاً عام1886.

##### أعماله
إنتاجه الأدبي غزير.بلغ أشعاره أوجها مع الأساطير وهي أعمال أدبية صغيرة يحكيها في صورة أبيات شعرية.أهم الأساطير
- مارجريتا لا تورنيرا
- القاضي الطيب
- الشاهد الأفضل

من أعماله الدرامية
- الاسكافي والملك: وتتحدث عن وفاة الملك بدرو، الخائن والشهيد
- دون خوان تينوريو 1844 : وتعتبر من أشهر أعماله، وتُمثٌل في كثير من مدن إسبانيا في أوائل شهر نوفمبر من كل عام.وتتناول موضوع مسرحية محتال أشبيلية التي كتبها الكاتب تيرسو دي مولينا في وقت سابق.

### وصلات خارجية
- http://www.ale.uji.es/
- http://www.donquijote.org/spanishlanguage/literature/history/romanticismo.asp
- http://www.cervantesvirtual.com/bib/portal/slesxix/
- http://pendientedemigracion.ucm.es/info/especulo/numero14/artista1.html
- http://pendientedemigracion.ucm.es/info/especulo/numero14/escenog.html